# Dél-Szudán vasúti közlekedése
Dél-Szudán nem rendelkezik kiterjedt vasúti hálózattal. A jelenlegi vasúti infrastruktúra, amelyet 1959–1962 között építettek, és amely az előző szudáni kormánytól maradt rá, súlyosan leromlott állapotban van. Egy 248 kilométer hosszú, 1067 mm-es nyomtávolságú, egyvágányú vonalból áll, amely a szudáni Babonosát és a dél-szudáni Wau városát köti össze. A vonal a második szudáni polgárháború után rossz állapotban maradt, miután több részét aláaknázták; a vonalat az Egyesült Nemzetek Szervezete támogatásával teljesen helyreállították.

## Története

### Építése és hanyatlása
A Szudáni Vasutak hálózata az 1950-es években élte át a vasútépítés utolsó lendületét, amely magában foglalta a nyugati vonal meghosszabbítását a Darfur tartománybeli Nyaláig (1959) és egy délnyugati ág meghosszabbítását Wauig (1961), Dél-Szudán második legnagyobb városáig, amely Bahr el Ghazal tartományban található. Ezzel lényegében teljessé vált a Szudáni Vasutak hálózata, amely 1990-ben összesen mintegy 4800 útvonal-kilométert tett ki. 1959 és 1961 között Rahul Khanna építette a Babanosa és Wau közötti vonalat.
Szudáni források szerint 2006 januárjában kezdődik egy új, déli meghosszabbítású vasútvonal építése, amelynek becsült költsége 2 milliárd amerikai dollár. Costello Garangot, a Szudáni Népi Felszabadítási Mozgalom/ Hadsereg nemzetközi együttműködésért felelős leköszönő biztosát idézi az East African Standard (Nairobi), aki szerint a szükséges "döntő fontosságú pénzügyi megállapodást" megkötötték. A vonalat a jelenlegi vasúti fejpályaudvartól, Waw-tól először délkeletre, Jubáig (kb. 500 km), majd keletre, Toriton keresztül a kenyai határig, Kapoeta közelében (további 250 km) kellett volna megépíteni. Ez a Szudán–Kelet-Afrika vasút néven lenne ismert, és a szándék az volt, hogy végül Lokichoggión és Rongai-n keresztül meghosszabbítsák, hogy csatlakozzon a Kampala-Mombasa-vasútvonalhoz, "a kenyai hatóságok döntésétől függően". A tervek szerint a projektet a németországi Thormaehlen Holdings vállalná. Garang szerint, aki elnökként és vezérigazgatóként az Új Szudán Alapítványt vezette volna, első körben egy vonalat építenének Jubától dél felé a Fehér-Nílus mentén, mintegy 150 km-en keresztül, hogy Pakwachnál csatlakozzon az ugandai rendszerhez, ahol a rakományt átrakodnák, mivel Uganda az 1000 mm-es nyomtávot használja, szemben a szudáni 1067 mm-es nyomtávval.
A déli polgárháború (1983-2005) folytatódása során az 1980-as években az aweil-i hidat lerombolták, így Wau több mint 20 évig vasúti összeköttetés nélkül maradt. A katonai vonatok nagyszámú csapat és milícia kíséretében egészen Aweilig közlekedtek, nagy zavarokat okozva a vasútvonal mentén élő civileknek és humanitárius segélyszervezeteknek. A Wau felé vezető vonalat az Egyesült Nemzetek Szervezetének támogatásával teljesen helyreállították, majd 2010-ben újra megnyitották.

## Függetlenség
A következő évben Dél-Szudán népe a 2011-es népszavazáson a függetlenség mellett szavazott, majd később kikiáltotta függetlenségét Szudántól. Wau városa Dél-Szudán része lett, és az ország egyetlen vasútállomása lett. Az északról elszakadt Dél-Szudán kijelentette, hogy új kereskedelmi útvonalakat kíván találni az olaj, valamint az áruk és szolgáltatások számára, hogy csökkentse az északi létesítményekre való függőségét.
2011. augusztus 5-én a Rift Valley Railways (RVR), az egyiptomi székhelyű Citadel Capital leányvállalata bejelentette, hogy fontolgatja egy Juba és az ugandai Tororo közötti vasútvonal finanszírozását, hogy megragadja a várhatóan hatalmas áruforgalmat Afrika legújabb állama között. A Tororo és Juba közötti tervezett vasútvonal becslések szerint majdnem fele akkora távolságot tesz ki, mint az 1200 kilométeres Lamu-Szudán vonal. Az ugandai vonal Dél-Szudánnal való összekötéséről szóló döntést az RVR-TransCentury partnerekkel és az ugandai Bomi Holdings befektetési céggel konzultálva hoznák meg.
2013. november 28-án kenyai tisztviselők bejelentették, hogy hivatalosan is elindítják az új, kínai finanszírozású vasútvonalat, amely Kelet-Afrikán át fog húzódni, hogy elérje Dél-Szudánt, a Kongói Demokratikus Köztársaságot és Burundit, ami Kenya legnagyobb infrastrukturális projektje lesz az 50 évvel ezelőtti függetlenség óta. Ez szabványos nyomtávra épülne - lemondva az összes szomszédos vasúthálózattal való kompatibilitásról. A finanszírozás biztosítékául az olajüzletből származó bevételek szolgálnának. A pontos útvonalat már meghatározták. Miután az ország 2017-ben befejezi a nairobi szakaszt, a munkálatok Ugandán keresztül folytatódnának, a nyugati mellékvonalakkal a Kongói Demokratikus Köztársaságban található Kisanganiba, délen Ruandán keresztül Burundiba és északon Dél-Szudánba vezetnének. A vonal várhatóan a dél-szudáni Juba városáig terjed majd északra, amikor a kenyai Mombasa kikötő és a kenyai főváros, Nairobi közötti összeköttetés elkészül. A személyszállító vonatok 120 km/h csúcssebességgel közlekedhetnek, a tehervonatok maximális sebessége pedig 80 km/h lenne.

## Vasúti kapcsolata más országokkal
- Etiópia - nincs
- Kenya - nincs, tervezés alatt
- Kongói Demokratikus Köztársaság - nincs, azonos nyomtávolság
- Közép-afrikai Köztársaság - az országban nincs vasút
- Szudán - van, azonos nyomtávolság
- Uganda - nincs, tervezés alatt